# Посланица Ефесцима
Посланица Ефесцима је пета по реду посланица у Новом завету. Налази се после Посланице Галатима.
Посланицу је написао Свети апостол Павле из сужањства у Риму, негде око 60. год. првога века нове ере. Посланица је упућена цркви у граду Ефесу, који се налазио у Малој Азији, али постоји и мишљење да је она упућена свим црквама у Малој Азији које је основао апостол Павле. Сврха посланице је да апостол објасни хришћанима каква је то тајна - план Божији, који се остварио кроз Исуса Христоса и како они, који су хришћани, треба да живе и да се понашају у цркви, шта притом треба да знају и имају на уму.
Посланица Ефесцима чита се у цркви за време склапања брака, на венчању.